# Panhard & Levassor Type U9
Der Panhard & Levassor Type U9 ist ein Pkw- und Nutzfahrzeugmodell der 1910er Jahre. Hersteller war Panhard & Levassor in Frankreich.

## Beschreibung
Die Fahrzeuge haben einen Schiebermotor nach Lizenz von Charles Yale Knight. Im Motorcode „K4F“ steht das „K“ für Knight und die „4“ für die Anzahl der Zylinder.
Der Vierzylinder-Reihenmotor hat 100 mm Bohrung, 140 mm Hub und 4398 cm³ Hubraum. Er wurde auch 20 CV genannt. Die Leistung des Frontmotors wird über ein Vierganggetriebe und Ketten an die Hinterachse übertragen.
Einige Fahrzeuge wurden als Tourenwagen karossiert.
Die Produktion der Pkw lief von August 1910 bis Juli 1912. In den einzelnen Kalenderjahren wurden 19, 68 und 11 Fahrzeuge hergestellt. In Summe sind das 98 Fahrzeuge, von denen 24 exportiert wurden. Außerdem gab es eine Nutzfahrzeugvariante mit Aufbauten als Kleinbus und Krankenkraftwagen durch Breteau. Hiervon entstanden 14 Fahrzeuge zwischen März und Dezember 1914.
Zwei Fahrzeuge sind erhalten geblieben. Ein Tourenwagen von 1911 wurde im Internet angeboten.